# Faerie
Faerie, la Terra delle Fate o il Reame del Crepuscolo è una delle due terre dimensionali immaginarie per le Fate, come pubblicato dalla DC Comics. Il reame di Faerie della Vertigo è un misto dei mitologici reami di Álfheimr, Otherworld, le Isole Fortunate, Tír na nÓg e Avalon. Il mix è stato fortemente influenzato dalla storia Sogno di una notte di mezza estate di William Shakespeare, ed è la casa delle fate e di altre creature mitologiche, nonché governata dalla Corte delle Seelie (le fate "buone"), da Re Oberon e la Regina Titania. Faerie debuttò in The Books of Magic n. 3, e fu creata da Neil Gaiman e Charles Vess.

## Storia di pubblicazione
Come parte del fumetto The Sandman, lo scrittore Neil Gaiman pianificò una piccola storia coinvolgente William Shakespeare che stringe un accordo con il Re dei Sogni al fine di scrivere le commedie che gli sarebbero sopravvissute. Avendo introdotto Shakespeare, Gaiman decise di raccontare la storia della prima commedia che lo scrittore creò per il Re in pagamento dell'accordo. Si rivelò essere il preferito delle opere di Shakespeare, Sogno di una notte di mezza estate, creando analogie dei personaggi della storia originale e inventando la finzione secondo cui Shakespeare avesse scritto la commedia per fare sì che gli esseri umani non dimenticassero Faerie e i suoi governanti. Creandola, Gaiman utilizzò la Regina Titania come personaggio ricorrente nel corso della serie, e quando gli fu chiesto in un punto intermedio della serie The Sandman di scrivere una miniserie di quattro numeri così da introdurre dei personaggi magici per un nuovo pubblico, le diede un ruolo da ospite anche in uno di questi numeri. La miniserie The Books of Magic mostrò Titania nel suo regno, a significare che Gaiman dovette creare il reame di Faerie molto più approfonditamente di quanto mostrò in precedenza.
Gaiman mostrò una terra nota come Terre delle Fate, Avalon, Elvenhome, Dom-daniel, la Terra del Crepuscolo d'Estate o Faerie, basato molto sulle classiche rappresentazioni dei reami delle fate: le fate tentavano i bambini perché vivessero con loro nel Paese del Crepuscolo, dove Titania era attesa dal figlio di Shakespeare, Hamnett avendolo convinto ad andare con lei al loro primo incontro; il reame è governato da regole severe sul baratto, in cui un donatore di un regalo avrebbe dovuto ricevere un dono di eguale valore o abbandonare la propria proprietà o la vita al donatore; le buone maniere erano la supremazia, niente sarebbe invecchiato o morto, ma neanche sarebbe durato in eterno; il cibo reperibile nel regno è estremamente pericolo per gli incauti e una volta consumato non sarebbe stato mai più possibile per il mangiatore mangiare cibo normale, costringendolo a rimanere a Faerie per sempre. Ma Gaiman riconobbe che la sua Faerie era una finzione, una terra dove la metafora era reale anche se rimaneva una metafora: quando Timothy Hunter fu portato in quella terra dal Dottor Occult, il mistico ammise che in qualche modo i due era ancora seduti in un campo esplorando solo i loro paesaggi più interiori. Gaiman mostrò anche una sezione ambigua che fu interpretata da alcuni come per suggerire che la Regina Titania era la madre del protagonista del fumetto, Timothy Hunter, che assicurò che il regno di Faerie era stato esplorato più a fondo quando la miniserie divenne una serie corrente.
Quando fu scelto per rimpiazzare Gaiman come scrittore della serie corrente The Books of Magic, John Ney Rieber scoprì che un gioco guida dell'Universo DC aveva inserito Titania come madre di Hunter: sapeva anche che una parte fondamentale dell'attrazione del personaggio, tuttavia, era che il giovane era un normale adolescente. Invece di negare semplicemente la possibilità di Tim di essere parte di Faerie, Rieber decise di utilizzare l'idea di una delle sue storie in corso che gentilmente ridimensionò. Questo significò l'utilizzo di Titania e il suo marito cuckoldiano Auberon come personaggi di supporto per la maggior parte delle sue storie nel fumetto, cosa che in cambio significò la continua visita ed esplorazione di Faerie: la prima storia vide Timothy visitare un angolo dimenticato del reame e introdurre l'idea che la terra stava lentamente morendo dato che fu tagliata dalla Terra, e le storie successive scavarono più a fondo nel passato e nel presente di Faerie per costruire un'immagine più chiara del Regno del Crepuscolo. Altrettanto fu l'importanza di Faerie per la versione di Rieber di The Books of Magic che, quando la sua popolarità causò la pubblicazione di una miniserie spin-off, decisero che una miniserie di tre numeri a proposito della storia del regno (e della salita al potere di Titania) sarebbe stata più adatta. Tre volumi di The Books of Fearie furono infine pubblicati, ognuno con una descrizione più dettagliata e colorata della Faerie DC Comics, e ad un certo punto ci furono anche dei piani per una serie da ambientare proprio lì. Tuttavia, la serie non fu mai pubblicata, e la comparsa di Faerie nell'Universo DC fu breve da allora.

## Storia
La razza delle fate nacque e visse nel mondo per molti secoli finché le relazioni divennero fredde con l'aumentare della razza dell'uomo, facendo loro abbandonare il mondo per sempre poco prima del XVI secolo. Dopo aver lasciato il reame della loro nascita, i nove regnanti delle fate le guidarono alla ricerca di un nuovo mondo: il gruppo di rifugiati incontrò Lucifero, che offrì loro un angolo dell'Inferno in cambio del pagamento di una decima. Affermò anche di aver agito per simpatia verso di loro, poiché anche lui fu costretto a lasciare il suo luogo d'origine, ma quando le fate accettarono l'accordo si rivelò la vera natura della decima: otto dei nove regnanti delle fate furono portati all'Inferno e torturati, lasciando l'ultimo - Houn il Piccolo - come Re di Faerie. Al fine di mantenere la loro terra, a Faerie fu richiesto di inviare nove dei suoi migliori soggetti all'Inferno ogni sette anni, o avrebbero rischiato un attacco da parte delle armate dell'Inferno.
Le fate, ignare del vero prezzo, si insediarono nella loro nuova casa: la terra fu trasformata in un lussureggiante luogo di felicità e natura, e le fate mantennero connessioni con il Mondo esterno e i mortali spesso in visita al Regno del Crepuscolo. Re Magnus salì al trono, istigando un periodo oscuro per lo spensierato reame: credette nell'innata superiorità delle fate di sangue puro e ciò portò alla persecuzione delle altre razze, dove per esempio i Brownies divennero poco più che schiavi nella casa reale. Magnus scoprì anche un problema preoccupante: un disordine nel sangue delle fate di razza pura significava che era estremamente difficile per queste di produrre figli naturalmente. Cominciò così un esperimento segreto, tentando di rinfrescare la linea di sangue facendo accoppiare le fare con l'umanità.
Ironicamente, le schermaglie amorose di Magnus con le altre fate portarono ad una nascita - un figlio illegittimo e non riconosciuto di nome Amadan che crebbe fino a diventare Ingannatore della Corte delle Seelie e la mente di un migliaio di intrighi e manipolazioni. Magnus utilizzò Amadan per fornire contestanti nei giochi di gladiatori tra le razze, e fu ucciso tentando di dimostrare la superiorità delle fate in un combattimento contro un troll. Questo portò ad un vuoto di potere nella Corte che fu infine colmato quando Lord Obrey cercò il legittimo erede al trono, una giovane fata maschio di nome Auberon che sorvegliato da sua cugina Dymphna e dalla tata Brownie Bridie.
Obrey aiutò Oberon a superare le sfide dei Lords rivali e a succedere al trono, ma crebbe infelice nel suo ruolo in quanto le manipolazioni di Amadan portarono ad un cuneo tra lui e il trono. Conscio del pericolo imminente, il giovane re fuggì dalla Corte alla ricerca della sorella scomparsa, lasciando Obrey in sua vece come Reggente perché sorvegliasse Fearie e i suoi sudditi. Obrey finì con l'adeguarsi al titolo di re incondizionato, e la sua posizione fu resa più solida dal matrimonio con la cugina di Auberon Dymphna, e i due regnarono per molti anni, riversando alcune delle pratiche più pregiudizievoli di Magnus per unire tutte le razze di Fearie.
Tuttavia, Obrey fu messo al corrente della scoperta di Magnus da Amadan, e divenne sempre più preoccupato per la sopravvivenza della razza delle fate. Così adottò la stessa soluzione di Magnus, tentando di promuovere l'accoppiamento con gli esseri umani incoraggiando i bambini umani a restare a Faerie: una di questi bambini fu la giovane Maryrose, che subito dopo essere stata intrappolata a Faerie divenne la preferita della Regina Dymphna. Assicurato da Amadan che Maryrose le avrebbe dato un figlio, Obrey tramutò Dymphna in un albero e fece di Maryrose la sua nuova sposa: utilizzando un gioiello rubato alla precedente regina, Maryrose assunse l'aspetto di un essere puro sangue di Faerie e prese il nome di Titania durante la sua incoronazione.
Quando Auberon ritornò da uomo, Obrey rifiutò di concedergli il trono e cominciò così la Guerra di Successione: poco dopo il matrimonio, Obrey fu ucciso in battaglia e - cercando di riunire il regno in guerra - Auberon prese Titania in moglie e reclamò il trono. Per motivi politici, Auberon si aspettava che la moglie gli desse un figlio appena possibile: tuttavia, quando questa rimase incinta, fu il risultato di un incontro con un falconiere umano di nome Tamlin. Quando nacque il piccolo, era chiaramente un umano puro sangue, e Titania e la sua tata cospirarono per convincere Auberon che il neonato era nato morto, mentre la tata lo avrebbe portato nel mondo esterno perché crescesse come un umano fino all'età adulta.
Insieme, Titania e Auberon regnarono su Faerie attraverso tempi turbolenti: recisero per sempre la connessione tra il loro mondo e quello degli umani e proibirono ai loro sudditi di viaggiare negli altri reami senza il loro permesso diretto. Questo portò a dei problemi nel reame quando cominciò ad appassire e morire, costringendo Titania e la Corte a nascondere il loro vero stato dietro potenti fascinazioni. Infine, l'intervento di Tamlin portò un Apertore (Timothy Hunter, probabilmente il figlio abbandonato di Titania) al regno il cui sangue versato ne ricostituì il vigore. Resistettero anche alla ribellione dei flitling, guidata da Briar Rose che per punizione fu trasformato e bandito. Quando Lucifero decise di abbandonare il suo regno, Titania e Auberon sperarono di poter convincere i nuovi proprietari ad annullare la decima dovuta - il loro unico figlio ed erede il Principe Taik fu chiesto come pagamento - ma ciò non fu a buon fine. Comunque la decima fu annullata, quando Huon il Piccolo ritornò nel regno per giudicare il suo diritto a sopravvivere: grazie alla credenza e alla lealtà di un flitling di nome Yarrow che fu scelto come "Livellatore", il regno fu ricreato dal nulla e riprese le sembianze del paradiso felice e lussureggiante che sempre fu ma senza alcuna connessione con l'Inferno.
Faerie affrontò pericoli successivi quando il demone Barbatos utilizzò una magica pietra chiamata Crepuscolo per trasformare una rana da giardino in un gigante. Barbatos schiavizzò le fate, costringendole a lavorare a morte per costruire un gigantesco stagno per il suo "maestro" demone. L'intervento di Molly O'Reilly (ex ragazza di Timothy Hunter) rilasciò le fate e bandì Barbatos in un angolo oscuro del Sogno, e in cambio la gemma Crepuscolo scelse lei come nuova proprietaria e di diventare il nuovo protettore di Faerie e la sua gente.

## La natura di Faerie
Il tempo si muove in maniera diversa a Faerie dal mondo reale, e qualcuno che passa un'ora lì magari scopre che nel mondo reale sono passate settimane. Un esempio di ciò fu quando il figlio di Titania fu portato nel mondo reale poco dopo il suo matrimonio, un'imprecisata quantità di tempo prima, Auberon e Titania guardarono la prima rappresentazione di Sogno di una notte di mezza estate sulla Terra più o meno negli anni cinquanta. Tim Hunter nacque nel 1983 e tuttavia Titania fece fatica a riconoscere che quello fosse lo stesso bambino.

## Abitanti di Faeire
Faerie è la casa di un numero enorme di razze e creature diverse, alcune nate sulla Terra e fuggite su Faerie con la crescita dell'influenza dell'uomo, altri venuti da altrove e che furono ingannati e costretti a restare, o che decisero di rimanere di loro volontà.

### Residenti noti
- Titania
- Auberon
- Fate presenti in The Sandman
- Fate presenti in The Books of Magic

### Brownies
I Brownies appaiono come piccoli umani con la pelle scura e che godono nell'aiutare con le faccende domestiche. Furono particolarmente abusati durante il regno di Re Magnus, il cui pregiudizio verso di loro lo portò a trattarli a poco più che schiavi domestici.

### Flitlings
I Flitlings sono piccole fate alate che altrimenti sembrerebbero umani, simili nell'aspetto alle Fate di Cottingley. I Flitlings sono generalmente miti e senza pretese, contenti di adulare e lusingare la Corte delle Seelie: la Regina Titania aveva un gruppo di seguaci Flitlings, e reagiva gelosamente a qualcos'altro che poteva attirare la loro attenzione lontano da lei. Tuttavia, questo ruolo potrebbe essere considerato sociale più che innato, poiché i Flitlings mostrarono anche un grande coraggio e una grande forza: fu il FLitling Yarrow che fermò la rivolta dopo gli attacchi delle "Ragazze in Fiamme", e misero anche fine alla decima di Faerie verso l'Inferno, mentre il Flitling Briar Rose guidò la sua razza nella ribellione contro la condiscendenza della Corte delle Seelie.

### Le Seelie
La razza dominante di Faerie, anche nota come la Theena Sidhe, sembrano essere normali esseri umani salvo per alcune differenze cosmetiche - corna, pelle di colore diversa, o altre differenze minori. Possono controllare le loro sembianze attraverso l'uso di gioielli magici, e hanno una naturale dimestichezza con alcune magie: possono evadere di prigione, e alcuni di loro hanno il dono della profezia. Tuttavia, i loro poteri possono essere negati attraverso l'utilizzo del ferro freddo, e il metallo infatti non è benvenuto nel regno. I Seelie trovano particolarmente difficile sopportare i bambini tra loro, e gli aborti spontanei e i figli nati morti sono tipici. Tuttavia, sono abili nell'accoppiarsi con le altre razze, come gli umani. La Corte delle Seelie regna su tutte le altre razze di Faerie, modellate nell'aspetto dei tradizionali reali Europei.

### I Non-Seelie
Le prime e selvagge fate dell'oscurità, i Non-Seelie sono avvistate raramente ma sono impegnate in una guerra senza sosta contro la Corte delle Seelie.

### Troll
I Troll sono creature enormi, eccezionalmente forti e solitamente senza zanne. Sono utilizzati in battaglia e per i lavori pesanti, e non sono eccezionalmente intelligenti.